# Rio do Carajari
Rio do Carajari är ett vattendrag i Brasilien.   Det ligger i delstaten Pará, i den centrala delen av landet, 1 400 km nordväst om huvudstaden Brasília.
I omgivningarna runt Rio do Carajari växer i huvudsak städsegrön lövskog. Trakten runt Rio do Carajari är nära nog obefolkad, med mindre än två invånare per kvadratkilometer.